# Máscara de Sargón

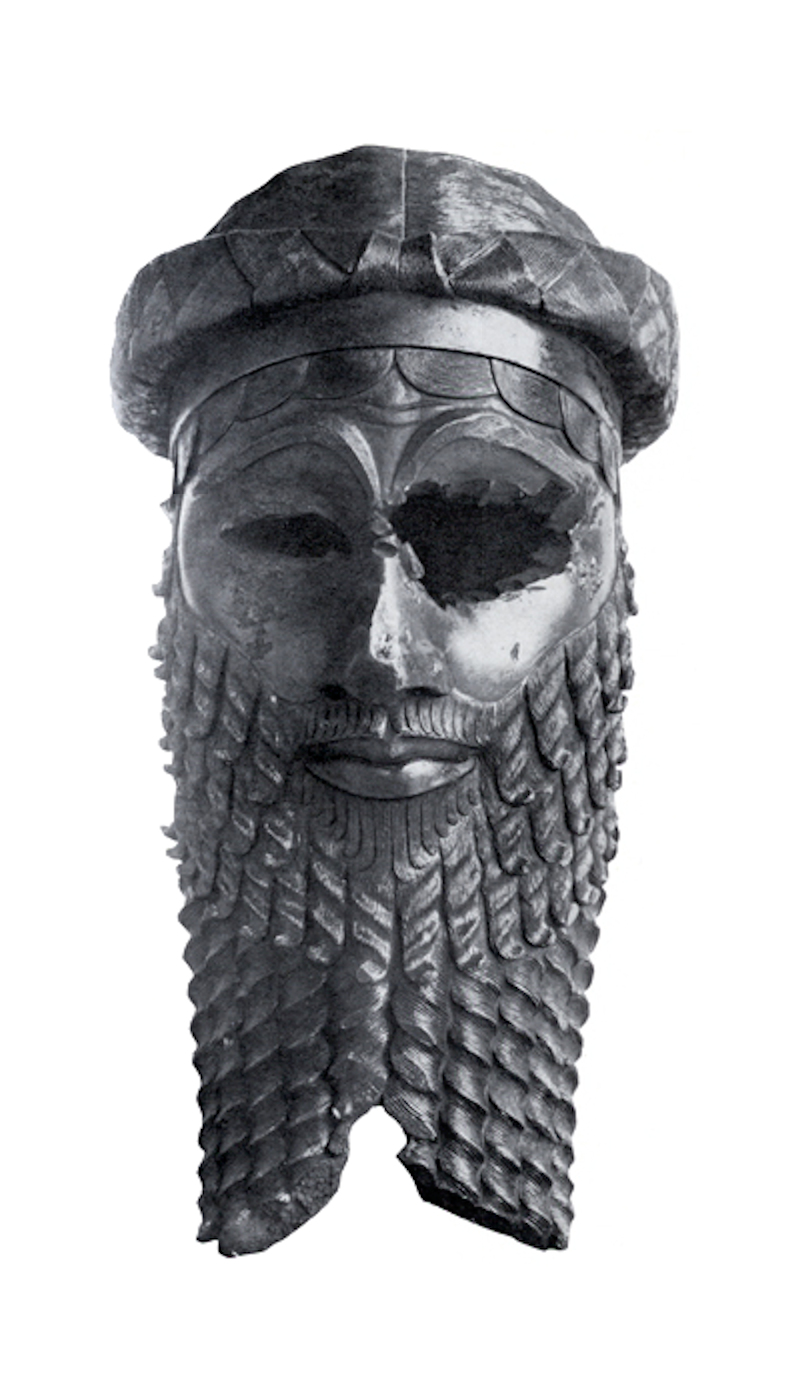

Zona de influencia del Imperio acadio en época del rey Sargón de Acad.

La Máscara de Sargón data del año 2250 a. C. y fue elaborada en época del Imperio acadio, un gran reino de Mesopotamia formado a partir de las conquistas de Sargón de Acad 2334 a. C. – 2279 a. C. y que mantuvo su hegemonía durante 140 años entre los siglos XXIV y XXIII a. C. en los que se sucedieron cinco monarcas: el propio Sargón, sus hijos Rimush y Manishutusu, su nieto Naram-Sin y el hijo de éste, Sharkalisharri. 
Los dominios del Imperio acadio se extendieron a toda la cuenca de Mesopotamia, Elam, Siria y, según las inscripciones, aún más allá, hasta el Líbano y la costa mediterránea.

## Hallazgo
La pieza fue hallada en el templo de Ishtar, de la antigua ciudad de Nínive, cerca de la actual Mosul, localidad situada en el norte de Irak en 1931, y fue restaurada en 1936. Los daños que presenta fueron probablemente causados durante la destrucción de Nínive por medios babilonios en 612 a. C.

## Características e historia
- Forma: Máscara realizada a tamaño natural y coronada con un tocado en su parte superior.
- Altura: 36 cm.
- Material: fundida en bronce con incrustaciones.

Algunos expertos aseguran que la máscara no reflejaría el rostro del rey Sargón de Acad, sino el de su nieto Naram-Sin.

## Conservación
La pieza se hallaba expuesta en el Museo Nacional de Irak situado en Bagdad, hasta que en el año 2003 fue saqueada junto a cientos de piezas de arte mesopotámico, como consecuencia de la Segunda Guerra del Golfo. Su destino desde entonces se desconoce.